# Walt Lloyd
Walter 'Walt' Lloyd is een personage uit de televisieserie Lost, uitgezonden in Amerika door ABC en in Nederland door Net5.
Walt wordt geïntroduceerd in de eerste aflevering, nadat het vliegtuig is neergestort. Hij is een van de overlevenden van het middengedeelte van het vliegtuig. Hij ging met zijn vader naar Amerika, nadat zijn moeder (die van zijn vader was gescheiden) was overleden en zijn vader hem had opgehaald. In de eerste paar dagen wordt Walt voornamelijk verzorgd door Sun, aangezien zijn vader zo veel mogelijk probeert te helpen. Na enige tijd weet Michael samen met anderen een vlot te bouwen, waar op Walt ook mee mag varen. Het eerste vlot wordt door Walt in brand gestoken omdat hij niet weg wil van het eiland. Met het tweede vlot vertrekt hij. Op zee wordt hij echter ontvoerd door de Anderen, tot Juliet Ben aanspoort Michael met zijn zoon te herenigen. Wanneer Michael in het luik de nummers invoert, ontvangt hij op de computer onverwachts een bericht dat, volgens hem, afkomstig is van Walt (What Kate Did). Daarna wordt hij voor korte tijd herenigd met Walt nadat hij naar het kamp van de Anderen gebracht is. Later komt Michael terug samen met Jack, Kate, Sawyer en Hurley. Jack, Kate, Sawyer en Hurley worden gevangengenomen en Walt wordt vrijgelaten. Hij wacht in de boot en herenigt zich korte tijd later met Michael, waarna ze wegvaren.
Terug in de Verenigde Staten verslechtert het contact tussen Walt en zijn vader; op een gegeven moment ziet hij hem nooit meer. Zijn vader probeert zelfmoord te plegen, maar het eiland staat dat niet toe en hij besluit met een schip richting het eiland te reizen, in de hoop daar de achtergebleven mensen te helpen. Hij sterft in deze poging en Walt krijgt dat pas enkele jaren later te horen. Ook John Locke weet er niets van als hij hem ontmoet, enkele dagen voor zijn dood.